# Jimmy Ryan’s

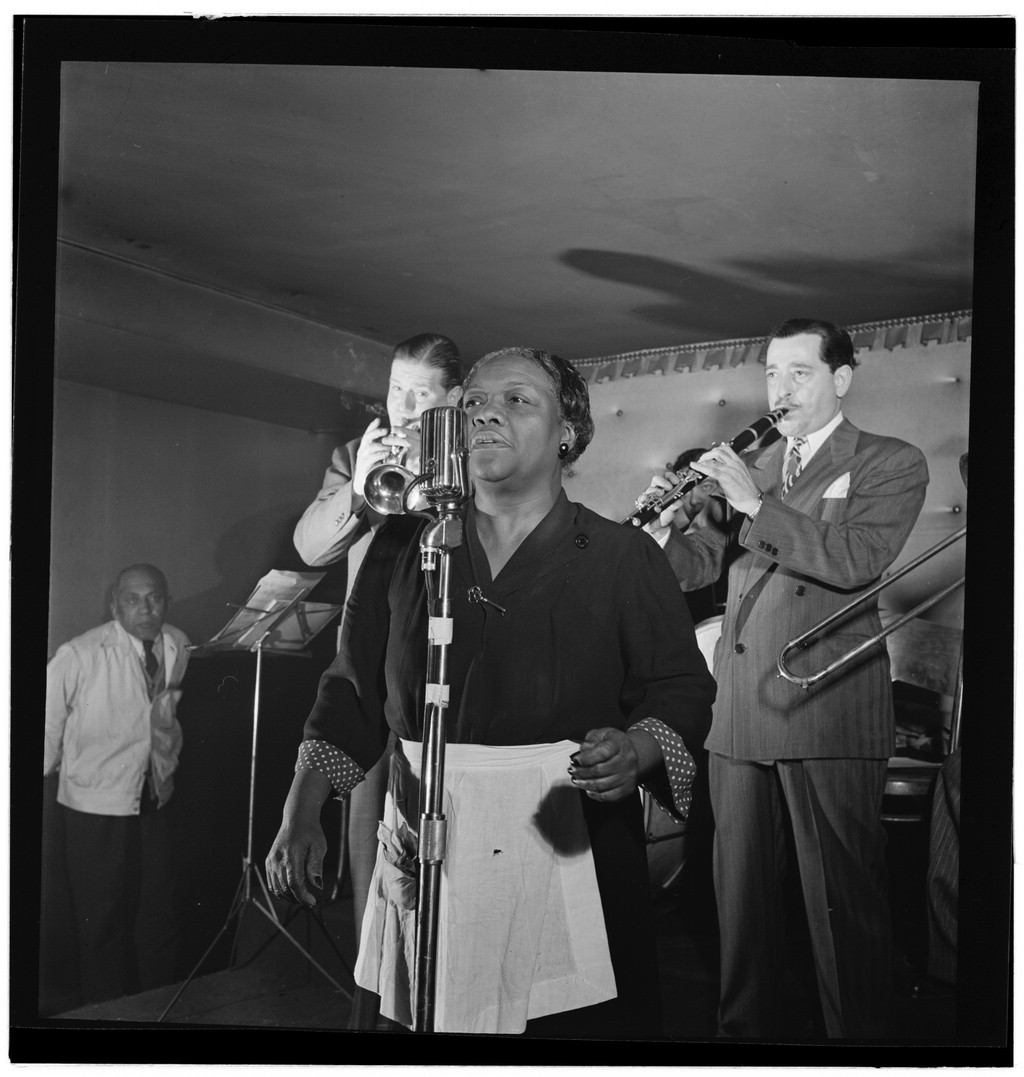
Tony Parenti und Wild Bill Davison, Jimmy Ryan's Club, ca. August 1946. Foto: William P. Gottlieb

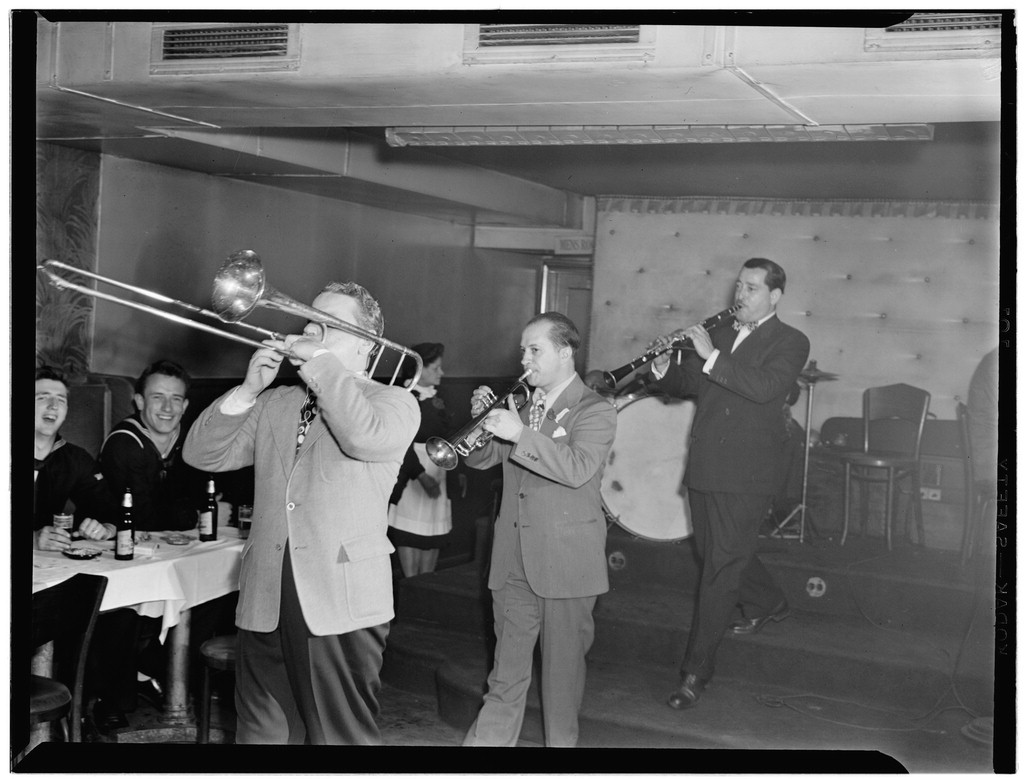
George Brunis und Tony Parenti im Jimmy Ryan's, ca. August 1946. Foto: Gottlieb

Jimmy Ryan’s war ein Jazzclub in New York, der zwischen 1934 und 1983 existierte. Er gehörte zunächst zu den legendären Jazzclubs der 52nd Street.

## Leben und Wirken
Der Nachtclub Jimmy Ryan’s war in Besitz von Jimmy Ryan (1911–1963) und seinem Schwager Matthew C. (Matty) Walsh (1914–2006). Er befand sich von 1934 bis 1962 in der 53 West 52nd Street. Als das Gebäude 1962 dem Neubau des CBS Building weichen musste, zahlte die CBS 9.000 Dollar Entschädigung, um den Umzug des Clubs zu finanzieren. Die neue Adresse war in der 154 West 54th Street. Als Ryan im Juli 1963 starb, führte Walsh den Club alleine weiter.
Der Club war populär bei Fans des Dixieland-Jazz; Jimmy Ryan’s gehörte mit dem Nick’s im Greenwich Village und dem Club von Eddie Condon zu den zentralen New Yorker Spielstätten des traditionellen Jazz. In dem Club traten Musiker auf wie Sidney Bechet, Bud Freeman, Johnny Glasel, Marty Marsala, Freddie Moore, Hot Lips Page, Lloyd Phillips, Bob Wilber, Dick Wellstood und Sol Yaged. Im Club wurden ab 1950 Konzerte u. a. von Sidney Bechet, Wilbur De Paris, Tony Parenti (A Night a Jimmy Ryan’s, 1967, mit Max Kaminsky) mitgeschnitten und später als Tonträger veröffentlicht. 1983 schloss der Club.